# Kapytion
Kapytion è un'antica città della Sicilia nord-orientale la cui collocazione è stata possibile in parte grazie a Claudio Tolomeo, nella sua Geografia (che la inserisce tra Capo d'Orlando e Tindari) e soprattutto grazie a un'iscrizione funeraria d'età imperiale, rinvenuta nel 1687. Ulteriori rinvenimenti archeologici in contrada Pirato sembrerebbero confermare che l'antica città si trovava nel comune di Capizzi. 
Cicerone la annovera tra le civitates decumanae della Sicilia nord-orientale che subirono vessazioni da parte di Verre.